# Alexander von Krobatin
Alexander von Krobatin (né le 12 septembre 1849 à Olmütz et mort le 28 septembre 1933 à Vienne) est un maréchal et homme politique austro-hongrois, ministre de la Guerre (de) entre 1912 et 1917. Le 12 septembre 1917, il est remplacé par le général Rudolf Stöger-Steiner von Steinstätten, le dernier ministre de la Guerre de la monarchie.

## Distinctions
- Grand-croix de l'ordre de Saint-Grégoire-le-Grand